# Connect (studio)
Pour les articles homonymes, voir Connect.
CONNECT est une branche du studio d'animation japonaise SILVER LINK. et était autrefois sa filiale fondée en avril 2012 sous le nom Connect, Inc. (株式会社コネクト, Kabushiki gaisha Konekuto, stylisée). L'entreprise disparaît en octobre 2020 après son absorption par sa société mère,.
Une majorité des œuvres de Connect sont des coproductions avec sa société mère. Depuis la série web Monster Strike, le studio travaille moins avec sa société mère et produit ses propres productions telles que Strike the Blood III, Senryū shōjo et Ore o suki nano wa omae dake ka yo.

## Histoire
Le studio d'animation SILVER LINK. crée sa filiale CONNECT en avril 2012. Sa première production, la série télévisée Strike the Blood, est une coproduction avec sa société mère diffusée en 2013.
Annoncé dans le numéro supplémentaire du 17 juillet 2020 du journal officiel du Japon, le Kanpō (ja), la société SILVER LINK. a absorbé et dissous sa filiale CONNECT dans son intégralité, et en a hérité tous les droits de cette dernière; la fusion ayant pris effet en octobre 2020. Seul le nom «CONNECT» est gardé par une division de la nouvelle société SILVER LINK., après sa réorganisation à la suite de son rachat par Asahi Broadcasting Group Holdings (société holding de Asahi Broadcasting Corporation),.

## Productions

### Séries télévisées
| Année | Titre                                      | Chaîne d'origine | Dates de 1re diffusion | Dates de 1re diffusion | Nb. éps. | Notes |
| Année | Titre                                      | Chaîne d'origine | Début                  | Fin                    | Nb. éps. | Notes |
| ----- | ------------------------------------------ | ---------------- | ---------------------- | ---------------------- | -------- | --- |
| 2013  | Strike the Blood                           | AT-X             | 4 octobre 2013         | 28 mars 2014           | 24       | Basée sur la série de light novel écrite par Gakuto Mikumo et illustrée par Manyako ; coproduite avec SILVER LINK..     |
| 2015  | Chaos Dragon                               | Tokyo MX         | 2 juillet 2015         | 17 septembre 2015      | 12       | Basée sur le jeu de rôle Red Dragon (ja) ; coproduite avec SILVER LINK.                                                 |
| 2016  | Ange Vierge (ja)                           | Tokyo MX         | 10 juillet 2016        | 25 septembre 2016      | 12       | Basée sur le jeu de cartes à collectionner de Kadokawa et de Sega ; coproduite avec SILVER LINK.                        |
| 2017  | Busō Shōjo Machiavellism                   | AT-X             | 5 avril 2017           | 21 juin 2017           | 12       | Basée sur la série de manga écrite par Yūya Kurokami ; coproduite avec SILVER LINK.                                     |
| 2018  | Death March to The Parallel World Rhapsody | AT-X             | 11 janvier 2018        | 29 mars 2018           | 12       | Basée sur la série de light novel écrite par Hiro Ainana et illustrée par shri ; coproduite avec SILVER LINK.           |
| 2019  | Senryū shōjo                               | MBS              | 6 avril 2019           | 22 juin 2019           | 12       | Basée sur la série de manga écrite par Masakuni Igarashi.                                                               |
| 2019  | Ore o suki nano wa omae dake ka yo         | Tokyo MX         | 3 octobre 2019         | 26 décembre 2019       | 12       | Basée sur la série de light novel écrite par Rakuda et illustrée par Buriki.                                            |
| 2021  | Mahōka kōkō no yūtōsei                     | Tokyo MX         | 3 juillet 2021         | 25 septembre 2021      | 13       | Basée sur la série de manga dessinée par Yu Mori, dérivée de The Irregular at Magic High School créée par Tsutomu Satō. |
| 2022  | Slow Loop (en)                             | AT-X             | 7 janvier 2022         | À venir                | NC       | Basée sur la série de manga écrite par Maiko Uchino.                                                                    |

### ONA
| Année | Titre                          | Site d'origine | Dates de 1re diffusion | Dates de 1re diffusion | Nb. éps. | Notes                                                                                              |
| Année | Titre                          | Site d'origine | Début                  | Fin                    | Nb. éps. | Notes                                                                                              |
| ----- | ------------------------------ | -------------- | ---------------------- | ---------------------- | -------- | -------------------------------------------------------------------------------------------------- |
| 2014  | Bonjour♪Koiaji Pâtisserie (ja) | Niconico       | 10 octobre 2014        | 20 mars 2015           | 24       | Basée sur le jeu mobile développé par more games et édité par Ameba ; coproduite avec SILVER LINK. |

### OAV
| Année | Titre                                   | Date(s) de sortie                    | Notes |
| ----- | --------------------------------------- | ------------------------------------ | --- |
| 2014  | Alice in Borderland                     | 15 octobre 2014 – 16 février 2015    | Production de 3 épisodes basée sur le manga écrit et dessiné par Haro Asō ; coproduite avec SILVER LINK..           |
| 2015  | Strike the Blood: Valkyria no ōkoku-hen | 25 novembre 2015 – 23 décembre 2015  | Production de 2 épisodes faisant suite à la première saison ; coproduite avec SILVER LINK.                          |
| 2016  | Strike the Blood II                     | 23 novembre 2016 – 24 mai 2017       | Production de 8 épisodes faisant suite à Strike the Blood: Valkyria no ōkoku-hen ; coproduite avec SILVER LINK.     |
| 2016  | Monster Strike: Rain of Memories        | 3 décembre 2016                      | Production d'un court-métrage basé sur le jeu mobile éponyme ; coproduite avec Ultra Super Pictures.                |
| 2017  | Busō Shōjo Machiavellism                | 25 novembre 2017                     | Production d'un épisode original publié avec l'édition limitée du 7e volume du manga ; coproduite avec SILVER LINK. |
| 2018  | Strike the Blood III                    | 19 décembre 2018 – 25 septembre 2019 | Production de 10 épisodes faisant suite à Strike the Blood II.                                                      |
| 2020  | Strike the Blood: Kieta seisō-hen       | 29 janvier 2020                      | Production de 12 épisodes faisant suite à Strike the Blood III.                                                     |
| 2020  | Strike the Blood IV                     | 8 avril 2020 – 30 juin 2021          | Production de 12 épisodes faisant suite à Strike the Blood: Kieta seisō-hen.                                        |
| 2020  | Ore o suki nano wa omae dake ka yo      | 2 septembre 2020                     | Basée sur la série de light novel écrite par Rakuda et illustrée par Buriki.                                        |